# 7228 MacGillivray
A 7228 MacGillivray (ideiglenes jelöléssel 1985 GO) a Naprendszer kisbolygóövében található aszteroida. Edward L. G. Bowell fedezte fel 1985. április 15-én.